# Delegazione per le relazioni con il Landtag del Principato del Liechtenstein (Svizzera)
La Delegazione per le relazioni con il Landtag del Principato del Liechtenstein Del-FL (in tedesco Delegation für die Beziehungen zum Landtag des Fürstentums Liechtenstein Del-FL, in francese Délégation pour les relations avec le Landtag du Liechtenstein Dél‑FL, in romancio Delegaziun per las relaziuns cun il Landtag dal Principadi da Liechtenstein Del-FL) è una delegazione dell'Assemblea federale della Confederazione elvetica che si occupa delle relazioni con il parlamento del Principato del Liechtenstein. È composta da 10 membri, di cui un presidente e un vicepresidente.

## Funzione
I membri della delegazione si incontrano regolarmente con i loro corrispettivi liechtensteiniani per discutere di questioni comuni di livello regionale, nazionale, e internazionale. Le delegazioni si incontrano regolarmente.
Almeno una volta per legislatura la delegazione presenta al parlamento un rapporto dell'attività svolta, e almeno una volta all'anno si svolge una conferenza di coordinamento cui partecipano sia il presidente della delegazione sia quelli delle commissioni della politica estera.